# آداموفکا، استان لوبلین
اداموک، لوبلین ویوودشیپ (به لاتین: Adamówka, Lublin Voivodeship) در لهستان است که در Gmina Żółkiewka واقع شده‌است.